# لیگ جهانی والیبال ۱۹۹۱
لیگ جهانی والیبال ۱۹۹۱ دومین دوره از رقابت‌های لیگ جهانی می‌باشد که از ۱۷ مه تا ۲۷ ژوئیه با حضور ۱۰ کشور برگزار شد. دور پایانی این دوره در میلان، ایتالیا برگزار شد و تیم ایتالیا با غلبه بر کوبا برای دومین بار پیاپی قهرمان لیگ جهانی لقب گرفت.

## گروه‌بندی
| گروه A                                | گروه B                                                                |
| ------------------------------------- | --------------------------------------------------------------------- |
| کوبا · برزیل · کانادا · فرانسه · هلند | ایتالیا · ژاپن · اتحاد جماهیر شوروی · کرهٔ جنوبی · ایالات متحده آمریکا |

## دور بین‌المللی

### گروه A
| تیم    | بازی | برد | باخت | ست بردع | ست باخته | امتیازات |
| ------ | ---- | --- | ---- | ------- | -------- | -------- |
| کوبا   | ۱۶   | ۱۵  | ۱    | ۴۶      | ۳۱       | ۳۱       |
| هلند   | ۱۶   | ۱۲  | ۴    | ۳۹      | ۲۰       | ۲۸       |
| برزیل  | ۱۶   | ۸   | ۸    | ۳۲      | ۳۲       | ۲۴       |
| فرانسه | ۱۶   | ۳   | ۱۳   | ۱۸      | ۴۲       | ۱۹       |
| کانادا | ۱۶   | ۲   | ۱۴   | ۱۷      | ۴۵       | ۱۸       |

- هفته یکم

|        |       |        |                   |  |
| کوبا   | ۳ – ۰ | هلند   | ۱۵–۰۹ ۱۵–۱۰ ۱۵–۱۲ |  |
| فرانسه | ۳ – ۰ | کانادا | ۱۶–۱۴ ۱۵–۰۹ ۱۵–۱۱ |  |

|        |       |        |                               |  |
| کوبا   | ۳ – ۰ | هلند   | ۱۵–۰۸ ۱۵–۰۳ ۱۵–۱۰             |  |
| فرانسه | ۳ – ۲ | کانادا | ۱۲–۱۵ ۱۱–۱۵ ۱۵–۱۰ ۱۵–۰۸ ۱۵–۱۲ |  |

- هفته دوم

|        |       |        |                         |  |
| برزیل  | ۱ – ۳ | کوبا   | ۱۱–۱۵ ۰۳–۱۵ ۱۵–۰۹ ۰۹–۱۵ |  |
| کانادا | ۱ – ۳ | فرانسه | ۰۸–۱۵ ۱۴–۱۶ ۱۵–۱۰ ۰۹–۱۵ |  |

|        |       |        |                               |  |
| برزیل  | ۲ – ۳ | کوبا   | ۱۵–۰۶ ۱۰–۱۵ ۱۷–۱۶ ۱۴–۱۶ ۱۶–۱۸ |  |
| کانادا | ۳ – ۲ | فرانسه | ۰۵–۱۲ ۰۷–۱۵ ۱۵–۱۱ ۱۱–۱۵ ۱۵–۱۳ |  |

- هفته سوم

|        |       |       |                         |  |
| کانادا | ۱ – ۳ | هلند  | ۰۵–۱۵ ۱۵–۱۳ ۱۲–۱۵ ۰۸–۱۵ |  |
| فرانسه | ۱ – ۳ | برزیل | ۱۰–۱۵ ۰۱–۱۵ ۱۵–۰۷ ۰۹–۱۵ |  |

|        |       |       |                               |  |
| کانادا | ۲ – ۳ | هلند  | ۰۵–۱۵ ۱۵–۰۹ ۱۷–۱۶ ۰۶–۱۵ ۱۶–۱۸ |  |
| فرانسه | ۱ – ۳ | برزیل | ۰۷–۱۵ ۱۵–۱۰ ۰۷–۱۵ ۱۲–۱۵       |  |

- هفته چهارم

|      |       |        |                   |  |
| کوبا | ۳ – ۰ | برزیل  | ۱۶–۱۴ ۱۵–۰۸ ۱۵–۰۴ |  |
| هلند | ۳ – ۰ | فرانسه | ۱۵–۱۰ ۱۵–۰۳ ۱۵–۱۰ |  |

|      |       |        |                         |  |
| کوبا | ۳ – ۱ | برزیل  | ۱۵–۱۱ ۱۰–۱۵ ۱۵–۰۹ ۱۵–۱۳ |  |
| هلند | ۳ – ۰ | فرانسه | ۱۵–۰۴ ۱۵–۰۸ ۱۵–۰۲       |  |

- هفته پنجم

|       |       |        |                               |  |
| برزیل | ۲ – ۳ | هلند   | ۱۶–۱۴ ۱۱–۱۵ ۱۱–۱۵ ۱۵–۰۸ ۰۷–۱۵ |  |
| کوبا  | ۳ – ۰ | کانادا | ۱۵–۰۶ ۱۵–۱۳ ۱۵–۱۳             |  |

|       |       |        |                   |  |
| برزیل | ۰ – ۳ | هلند   | ۱۰–۱۵ ۰۳–۱۵ ۰۳–۱۵ |  |
| کوبا  | ۳ – ۰ | کانادا | ۱۵–۰۶ ۱۵–۱۱ ۱۵–۰۸ |  |

- هفته ششم

|        |       |        |                   |  |
| برزیل  | ۳ – ۰ | فرانسه | ۱۵–۱۱ ۱۶–۱۴ ۱۵–۰۹ |  |
| کانادا | ۰ – ۳ | کوبا   | ۱۳–۱۵ ۱۱–۱۵ ۰۳–۱۵ |  |

|        |       |        |                         |  |
| برزیل  | ۳ – ۱ | فرانسه | ۱۵–۰۸ ۱۷–۱۵ ۰۹–۱۵ ۱۷–۱۶ |  |
| کانادا | ۱ – ۳ | کوبا   | ۱۶–۱۸ ۱۵–۱۳ ۰۴–۱۵ ۰۷–۱۵ |  |

- هفته هفتم

|        |       |        |                         |  |
| فرانسه | ۱ – ۳ | کوبا   | ۰۵–۱۵ ۱۵–۱۲ ۰۹–۱۵ ۰۲–۱۵ |  |
| هلند   | ۳ – ۱ | کانادا | ۱۵–۱۲ ۱۰–۱۵ ۱۵–۰۸ ۱۵–۰۵ |  |

|        |       |        |                         |  |
| فرانسه | ۱ – ۳ | کوبا   | ۰۵–۱۵ ۰۸–۱۵ ۱۵–۱۲ ۰۵–۱۵ |  |
| هلند   | ۳ – ۰ | کانادا | ۱۵–۰۳ ۱۵–۰۸ ۱۵–۰۶       |  |

- هفته هشتم

|        |       |       |                         |  |
| کانادا | ۳ – ۱ | برزیل | ۱۵–۱۱ ۱۵–۱۱ ۱۱–۱۵ ۱۵–۰۶ |  |
| فرانسه | ۰ – ۳ | هلند  | ۱۳–۱۵ ۰۵–۱۵ ۰۹–۱۵       |  |

|        |       |       |                         |  |
| کانادا | ۱ – ۳ | برزیل | ۱۵–۱۱ ۰۸–۱۵ ۱۵–۱۷ ۱۶–۱۸ |  |
| فرانسه | ۰ – ۳ | هلند  | ۱۳–۱۵ ۰۵–۱۵ ۰۹–۱۵       |  |

- هفته نهم

|       |       |        |                         |  |
| برزیل | ۳ – ۱ | کانادا | ۱۵–۰۶ ۰۵–۱۵ ۱۵–۰۹ ۱۵–۱۳ |  |
| هلند  | ۱ – ۳ | کوبا   | ۰۸–۱۵ ۱۵–۱۳ ۰۹–۱۵ ۰۷–۱۵ |  |

|       |       |        |                         |  |
| برزیل | ۳ – ۱ | کانادا | ۱۵–۰۶ ۰۹–۱۵ ۱۵–۰۷ ۱۵–۱۱ |  |
| هلند  | ۳ – ۱ | کوبا   | ۱۵–۱۳ ۰۷–۱۵ ۱۵–۱۰ ۱۷–۱۵ |  |

- هفته دهم

|      |       |        |                         |  |
| کوبا | ۳ – ۰ | فرانسه | ۱۵–۱۳ ۱۵–۱۲ ۱۷–۱۵       |  |
| هلند | ۳ – ۱ | برزیل  | ۱۱–۱۵ ۱۵–۰۶ ۱۵–۱۰ ۱۶–۱۴ |  |

|      |       |        |                               |  |
| کوبا | ۳ – ۲ | فرانسه | ۱۵–۱۰ ۰۹–۱۵ ۱۵–۰۶ ۱۲–۱۵ ۱۵–۱۱ |  |
| هلند | ۲ – ۳ | برزیل  | ۱۵–۱۱ ۱۰–۱۵ ۱۰–۱۵ ۱۵–۰۷ ۱۰–۱۵ |  |

### گروه B
| تیم                 | بازی | برد | باخت | ست برده | ست باخته | امتیازات |
| ------------------- | ---- | --- | ---- | ------- | -------- | -------- |
| ایتالیا             | ۱۶   | ۱۴  | ۲    | ۴۶      | ۱۴       | ۳۰       |
| اتحاد جماهیر شوروی  | ۱۶   | ۱۱  | ۵    | ۴۱      | ۲۴       | ۲۷       |
| ایالات متحده آمریکا | ۱۶   | ۶   | ۱۰   | ۲۴      | ۳۸       | ۲۲       |
| ژاپن                | ۱۶   | ۵   | ۱۱   | ۲۲      | ۳۸       | ۲۱       |
| کرهٔ جنوبی           | ۱۶   | ۴   | ۱۲   | ۱۹      | ۳۸       | ۲۰       |

## دور نهایی
- مکان میزبان:  مدیولانوم فوروم، آساگو، ایتالیا

|  | نیمه‌نهایی‌ها        | نیمه‌نهایی‌ها |   |          | نهایی              | نهایی |  |
|  |                    |             |   |          |                    |       |  |
|  | ۲۶ ژوئیه           |             |   |          |                    |       |  |
|  | ایتالیا            | ۳           |   |          |                    |       |  |
|  | هلند               | ۲           |   |          |                    |       |  |
|  |                    |             |   |          |                    |       |  |
|  |                    |             |   |          | ۲۷ ژوئیه           |       |  |
|  |                    |             |   |          | ایتالیا            | ۳     |  |
|  |                    | کوبا        | ۰ |          |                    |       |  |
|  |                    |             |   |          |                    |       |  |
|  |                    |             |   |          |                    |       |  |
|  |                    |             |   |          | بازی مکان سوم      |       |  |
|  | ۲۶ ژوئیه           | ۲۶ ژوئیه    |   | ۲۷ ژوئیه | ۲۷ ژوئیه           |       |  |
|  | کوبا               | ۳           |   | هلند     | ۱                  |       |  |
|  | اتحاد جماهیر شوروی | ۲           |   |          | اتحاد جماهیر شوروی | ۳     |  |

### نیمه‌نهایی‌ها
| تاریخ    |         | نتیجه |                    | ست ۱  | ست ۲  | ست ۳  | ست ۴  | ست ۵  | مجموع |
| -------- | ------- | ----- | ------------------ | ----- | ----- | ----- | ----- | ----- | ----- |
| ۲۶ ژوئیه | ایتالیا | ۳–۲   | هلند               | ۱۲–۱۵ | ۱۰–۱۵ | ۱۶–۱۴ | ۱۵–۵  | ۱۵–۷  | ۶۸–۵۶ |
| ۲۶ ژوئیه | کوبا    | ۳–۲   | اتحاد جماهیر شوروی | ۱۵–۸  | ۱۰–۱۵ | ۱۵–۱۱ | ۱۲–۱۵ | ۱۵–۱۲ | ۶۷–۶۱ |

### بازی مکان سوم
| تاریخ    |      | نتیجه |                    | ست ۱  | ست ۲  | ست ۳  | ست ۴ | ست ۵ | مجموع |
| -------- | ---- | ----- | ------------------ | ----- | ----- | ----- | ---- | ---- | ----- |
| ۲۷ ژوئیه | هلند | ۱–۳   | اتحاد جماهیر شوروی | ۱۲–۱۵ | ۱۵–۱۰ | ۱۳–۱۵ | ۸–۱۵ |      | ۴۸–۵۵ |

### نهایی
| تاریخ    |         | نتیجه |      | ست ۱  | ست ۲  | ست ۳  | ست ۴ | ست ۵ | مجموع |
| -------- | ------- | ----- | ---- | ----- | ----- | ----- | ---- | ---- | ----- |
| ۲۷ ژوئیه | ایتالیا | ۳–۰   | کوبا | ۱۶–۱۴ | ۱۵–۱۲ | ۱۵–۱۳ |      |      | ۴۶–۳۹ |

## رده‌بندی نهایی
| رتبه | تیم                 |
| ---- | ------------------- |
| 1    | ایتالیا             |
| 2    | کوبا                |
| 3    | اتحاد جماهیر شوروی  |
| ۴    | هلند                |
| ۵    | برزیل               |
| ۶    | ایالات متحده آمریکا |
| ۷    | ژاپن                |
| ۸    | فرانسه              |
| ۹    | کرهٔ جنوبی           |
| ۱۰   | کانادا              |

| قهرمان لیگ جهانی ۱۹۹۱   |
| ----------------------- |
| · ایتالیا · دومین عنوان |

## جوایز
- باارزش‌ترین بازیکن
  -  آندره‌آ زورزی
- بهترین اسپک زننده
  -  رون زورور
- بهترین پاسور
  -  شین یانگ-چول
- بهترین دفاع کننده
  -  مارتین فن در هورست
- بهترین سرویس زننده
  -  رون زورور
- بهترین دریافت کننده
  -  اسکات فورچون
- بهترین لیبرو
  -  اسکات فورچون